# Alligny (Allier)
Der Alligny ist ein kleiner Fluss im Zentralmassiv von Frankreich, der im Département Nièvre der Region Bourgogne-Franche-Comté nordwestlich der Stadt Moulins verläuft.

## Geografie

### Verlauf
Der Alligny entspringt im südlichen Gemeindegebiet von Toury-sur-Jour, durchquert im Oberlauf einigen kleine Stauseen, entwässert generell Richtung Westnordwest und mündet nach rund 15 Kilometern im Gemeindegebiet von Chantenay-Saint-Imbert als rechter Nebenfluss in den Allier. Der Alligny ändert mehrfach seinen Namen in Relation zu den berührten Weilern. So nennt er sich im Oberlauf auch Ruisseau du Moulin, im Mittelteil Ruisseau de Cacherat und nimmt erst im Unterlauf seinen definitiven Namen an. Im Mittelabschnitt quert er die Bahnstrecke Moret-Veneux-les-Sablons–Lyon-Perrache und die parallel verlaufende Nationalstraße N7.

### Orte am Fluss
(Reihenfolge in Fließrichtung)
- Domaine de la Bablon, Gemeinde Toury-sur-Jour
- Vauvreille, Gemeinde Toury-sur-Jour
- Cacherat, Gemeinde Tresnay
- Tresnay
- Alligny, Gemeinde Tresnay
- Le Bouchet, Gemeinde Chantenay-Saint-Imbert